# 嘉手苅浩太
嘉手苅 浩太（かてかる こうた、2002年12月26日 - ）は、兵庫県姫路市出身の元プロ野球選手（投手）。右投右打。

## 経歴

### プロ入り前
小学1年次に広畑コンドルズで野球を始め、小学生時代からU-12侍ジャパンや阪神タイガースジュニアに選出された。姫路市立広畑中学校では「姫路アイアンズ」に所属する。横浜DeNAに入団した小深田大地はチームメイトだった。
日本航空高等学校石川では1年春から公式戦に出場。エースとして出場した2020年の全国高等学校野球選手権石川大会では、決勝で県内公式戦39連勝中だった星稜高等学校を6回1/3イニング1失点に抑え、優勝に貢献した。
2020年10月26日に行われたドラフト会議では、東京ヤクルトスワローズから6位指名を受け、11月17日に契約金2300万円、年俸500万円（金額は推定）という条件で仮契約した。背番号は67。

### ヤクルト時代
2021年は一軍出場はなく、体力強化に取り組みながら二軍で15回を投げ、防御率は7.80だった。
2022年・2023年も一軍出場はなく、2023年10月31日に戦力外通告を受けた。その後、11月22日に育成選手として再契約した。背番号は013。
2024年9月30日、球団から来季の契約を結ばない事を通告され、同年11月13日に現役引退を決断した。

## 選手としての特徴
140km/h台後半の速球が武器の本格派。4番打者として試合に出たこともあった。

## 人物
愛称は「カテ・こうた」。

## 詳細情報

### 年度別投手成績
- 一軍公式戦出場なし

### 背番号
- 67（2021年 - 2023年）
- 013（2024年）